# Ha perso la città
Ha perso la città è un singolo del cantautore italiano Niccolò Fabi, pubblicato il 18 marzo 2016 come unico estratto dal decimo album in studio Una somma di piccole cose.

## Video musicale
Il videoclip è stato girato tra Torino, Grosseto e alcune città estere.

## Tracce
1. Ha perso la città – 3:24